# Cattleya Orchid and Three Brazilian Hummingbirds
Cattleya Orchid and Three Brazilian Hummingbirds (dtsch. Cattleya-Orchidee und drei brasilianische Kolibris) ist ein Gemälde des US-amerikanischen Malers Martin Johnson Heade, das er 1871 als Tafelbild mit Ölfarben auf Holz schuf. Es ist ohne Rahmen 34,8 cm hoch und 45,6 cm breit, inkl. Rahmen betragen die Abmessungen 63,8 × 74,6 × 8,9 cm. Es ist in der National Gallery of Art in Washington, D.C. ausgestellt und wurde dem Museum 1982 von der The Morris and Gwendolyn Cafritz Foundation geschenkt.

## Beschreibung
Mit diesem Gemälde gibt Heade dem Betrachter Einblick in eine exotische Umgebung. Flechten bedecken tote Äste, Moos hängt von Bäumen herab und blaugrauer Nebel verhüllt in einiger Entfernung den Dschungel. Eine große rosafarbene Cattleya-Orchidee mit hellgrünen Blättern und Stängeln dominiert den linken Vordergrund, während auf der rechten Seite in der Nähe eines Nests eine Goldschwanzsylphe mit gelbem Hals und leuchtend roten Schwanzfedern sowie zwei grün-rosafarbene Amethyststernkolibris zu sehen sind.